# دانا اینکورپوریتد
دانا اینکورپوریتد (انگلیسی: Dana Incorporated) شرکت قطعات خودروی آمریکایی است، که در سال ۱۹۰۴ توسط کلارنس اسپایسر و چارلز دانا تأسیس شد.